# キカイダー
キカイダーは、『人造人間キカイダー』とその派生作品に登場する架空のキャラクター（人造人間・自律型アンドロイド）である。ここでは、関連のあるキカイダー00とキカイダー01などについても記述する。
この項では、便宜上、特撮『人造人間キカイダー』および『キカイダー01』を“特撮版”、石ノ森章太郎による漫画を“漫画版”、MEIMU『キカイダー02』を“『02』”、『KIKAIDER00』を“『00』”、『THE ANIMATION』を“アニメ版”、『キカイダー REBOOT』を“REBOOT”と略す。

## キカイダー

### キカイダーの登場作品
- 漫画
  - 人造人間キカイダー
  - イナズマン
  - キカイダー02
  - イナズマンVSキカイダー
- テレビシリーズ・映画
  - 人造人間キカイダー
  - キカイダー01
  - ジャッカー電撃隊VSゴレンジャー
  - オーズ・電王・オールライダー レッツゴー仮面ライダー
  - 仮面ライダー×スーパー戦隊×宇宙刑事 スーパーヒーロー大戦Z
  - キカイダー REBOOT
  - 仮面ライダー鎧武/ガイム
- アニメ
  - 人造人間キカイダー THE ANIMATION
  - キカイダー01 THE ANIMATION
  - ギターを持った少年 -キカイダーVSイナズマン-
- 小説
  - KIKAIDER00
  - 人造人間キカイダー The Novel
- ゲーム
  - スーパーヒーロー作戦
  - スーパーヒーロー作戦 ダイダルの野望
  - 特撮冒険活劇 スーパーヒーロー烈伝
  - スーパー特撮大戦2001
- トレーディングカードゲーム
  - スーパーヒーロー戦線 スクランブルデュエル
  - クロスギャザー

### 作品別の解説

#### 石ノ森の漫画作品
漫画版『人造人間キカイダー』
人間態の名前はジロー。息子であった一郎の死を受け光明寺博士が制作した人造人間。プロフェッサー・ギルなどの悪人に利用されないように、光明寺博士によって良心回路が付属されているが、その良心回路は不完全なため、ギルの笛やハカイダーの口笛によって操られることがある。初めは人体の構造なども理解していない様子だったが、その後学習していき、人が傷付くことや死ぬことをさけるようになる。
一度ハカイダーに倒されるが、ハカイダーに光明寺博士の脳の影響が見られたために、ハカイダー（光明寺博士）によって修理され、ダークのアジトを破壊することに成功する。
だがハカイダーから脳を移植しなおすことで助け出した光明寺博士は記憶を完全には取り戻しておらず、ダークアジト爆破によって菌に侵された人間との遭遇、キカイダーとの戦闘で脳をハカイダーへ移植することとなったギルとの再会で、自責におわれることとなる。
その後偶然もあり、自身のプロトタイプであるキカイダー01（イチロー）と出会い、新たな敵シャドウとの戦いに身を落としていく。しかし「誤解」や「嫉妬」によりイチローと離れてしまい、その「寂しさ」を紛らわすためにキカイダー00を制作。
ジローのもとに戻ってきたイチローやシャドウを裏切ったビジンダーとともに、シャドウやハカイダー（ギル）に立ち向かうが、ジャイアントデビル（アーマゲドン）の前に捕らえられ、服従回路を取り付けられてしまう。
漫画版『イナズマン』
漫画版『人造人間キカイダー』の後日談。皮肉にも服従回路を取り付けられたことによって人間の心をもってしまったジローは、バンバ率いる新人類帝国の一員となっていた。新人類帝国の敵である風田サブロウを狙い、その周辺の人物へと近づいていく。
変身はせず、キカイダーとしての姿が少しだけ登場する程度の登場。
- この登場は『人造人間キカイダー』で悲劇的な結末を迎えたキカイダーへの救済措置だった。

#### テレビシリーズ
『人造人間キカイダー』
人間態の名前はジローでギターを持つ青年。ジローの名は光明寺博士の亡き息子であるタローに由来し、姿もタローをモデルにしている。「良心回路」が不完全であり、プロフェッサー・ギルの笛の音である服従音波を聞くと良心と指令の板挟みになって苦しみ出す。笛の音に耐え切れずギルに操られてしまったことがある（第36話と第37話では、光明寺博士の拉致に加担してしまった）。しかも、ジローは「完全な機械にはなりたくない」という思いから「良心回路」が完全なものになることを望んでいない。光明寺博士の娘・ミツ子に好意を持っている描写が中盤からは少なくなる。当初は漫画版と同様に頭部にサングラスを乗せていたが、途中からヘルメットを被るようになり、サングラスはなくなっている。これは、ジローを演じる伴大介が第3話で海に飛び込むシーンの撮影時に頭から飛び込んだために頭を負傷し、傷が治るまで巻かなければならなかった包帯を隠すため。
変身前でも様々な機能を有しており、垂直の壁を登る（第4話）、手から出す回転鋸（第9話）、人間を探す方向探知機（第11・17話）、聴覚を5倍に上げる耳のダイヤル（第27話）、体内の分析回路（アオタガメの毒やウラトリウム鉱を分析した他、第5話では薬を変化させてダークロボットに負わされた傷も治せるようにした）といった能力を持つ。体内の熱エネルギー電池を外すと力が10分の1になり、キカイダーにも変身できなくなる。また、ロボットであるため、デスホイッスルの特殊光線により、機能が強制停止する（40話）。
特撮版『人造人間キカイダー』では「ハカイダーではなく、アカ地雷ガマによって倒されてしまう」などの違いを持つ。
『キカイダー01』
テレビシリーズの続編。漫画版と違って主人公の座をキカイダー01＝イチローに譲っており、01のピンチには度々登場し、キカイダー兄弟として活躍。前半では第3話から第20話まで登場（除く第10話、第13話）。後半ではターニングポイントとなる回にしか登場しない（ザダムが初登場した第25話や第46話など）。これは伴が『イナズマン』（1973年10月放映開始）の主役・渡五郎役に抜擢され、スケジュール上多忙となったためとされる。
01の源である太陽電池の持つ弱点をたびたび救った。逆にキカイダーもギルハカイダーの笛の音の弱点を01に救って貰った。持ちつ持たれつの兄弟である。01とのコンビはダブルキカイダーとも称される。自分の配線図もプログラムされているため、修理能力にも長けており01の修理を行なったこともある。
ギルの笛を1000倍にパワーアップされ、（太陽光を遮断された）イチローとともにピンチに陥った時は、2人で右手で握手し、左腕を交差させて2人同時に変身する「クロスボディダブルチェンジ」という能力で切り抜けた（第6話で使用）。初登場の第3話を除き「変身バンク」は省略されている（「チェンジ!」の掛け声およびポーズの後、すぐキカイダーの姿に）。
前作と違い、変身前もサイドマシンに乗っており、結果的に原作に近いスタイルとなった反面、本作では最終回を除き屋内でも一貫してヘルメットを被り続けていた。
01と力を合わせて、ダブルブラザーパワーという強力な光線技を放つが、この技はタイミングが狂えば自爆してしまう恐れがある。
変身後のキカイダー
ジローが「スイッチ・オン、ワン・ツー・スリー！」の掛け声で両肩に仕込まれた変身回路を起動して戦闘モードにチェンジした姿。左右でデザインとカラーリングが異なり、一部はスケルトン仕様になっている。その姿は良心回路が不完全であるために生じるものとされている。聴力などの能力は常人の数十倍で、人間の50倍のパンチ力とキック力を持つ。戦闘能力はダーク破壊部隊のアンドロイドを凌駕しており、ほとんどの戦いにおいて勝利している。クロカラス戦以降は高圧電流を浴びたことでパワーアップを果たし、様々な必殺技を会得した。一部が破損するなど、身体の状態に異常が発生すると、両目が点滅する。
キカイダーの姿では良心回路が完全に作動しているため、ギルの悪魔の笛は基本的に通用しない。
電子頭脳には自身の設計図も記録されており、簡単な修理ならば自分で行える。アカ地雷ガマに身体を四散された際は、ミツ子に自身の配線を指示し元の姿に組み立て直した。
- キカイダーは、三島剣技会の菊地敏昭がメインに演じた。他の会員が補助でこれを演じたほか、トランポリンスタントはJACの高橋健二が演じた。
- キカイダーのアップ用の衣装はビニール生地で作られているが、本作のキャラクター造形を担当した開米プロダクションの開米栄三は、このビニール製衣装があまりにも動きにくかったため、東映の出入りの衣装屋に頼んで特別製のタイツ地衣装を仕立ててもらった。このアクション用スーツは第2話から導入され、ジャンプシーンなどで用いられた。また、キカイダーの頭のカバーは、透明感を出すため、アクリル樹脂を型取りして作られた。アクションですぐ割れるため、大量にスペアを用意して撮影に備えたという。機械の露出部分のパーツは、開米社長自ら秋葉原で電子パーツなどを購入、プラモデルの部品などと組み合わせてこれに充てている。第1回スチール撮影会では目が黒であった。キカイダーのマスクはパーツが詰め込んであるために通常のヒーローマスクより重く、スーツアクターは真っ直ぐに被っていても自然と斜めに傾いてしまい、スタッフから注意を受けていたと本作で光明寺マサルを演じた神谷政浩が証言している。

その他の作品への登場
映画『ジャッカー電撃隊VSゴレンジャー』
モンゴルで拳闘士軍団（地獄拳師（演：金田治）の率いる組織）と戦っていたとして、写真のみが登場。
映画『オーズ・電王・オールライダー レッツゴー仮面ライダー』
01・イナズマン・快傑ズバットとともに登場。必殺技デンジ・エンドをジェネラルシャドウに放つ。キカイダー01を「兄さん」と呼んでいる。

#### 『REBOOT』
『キカイダー REBOOT』
実写リブート作品。
光明寺博士が造った人間に近づくことをテーマとしたプロトタイプ・アンドロイド。平時には人間「ジロー」の姿をとり行動しているが、これは表面ボディを覆った「バイオナノファイバーカウル」の機能の一つである「ナノ結晶ディスプレイ」に投影された立体映像。火急の危機に際した場合はこの映像をOFFにし、本来の姿（バトルモード）に変身して活動する。
「ミツコとマサルを守る」という使命のため行動する。
『仮面ライダー鎧武/ガイム』
『REBOOT』の前日談である『鎧武』第30話では雷のショックで記憶を失った状態で沢芽市に現れ、仮面ライダー鎧武 / 葛葉紘汰と出会い、記憶が戻るまでの間、葛葉家に居候し、家事手伝いをしていた。あらゆる家事を完璧にこなすが、味覚を持たないため料理の味付けには失敗している。ハカイダーとの戦いの際、鎧武に「REBOOT」スイッチを押してもらってリブートしたことで、本来の記憶を取り戻し、鎧武とのタッグでハカイダーやヤギインベスと戦った。再起動により紘汰と過ごした日々の記憶を失い、彼に見送られながら沢芽市を去る。
- 変身シーンでは、強力な電磁波が影響して周囲の車のライトが点滅するなどの演出が加えられ、合成エフェクトも独自のものとなっている。
- 『鎧武』ではストーリーに『ピノキオ』を絡めるなど原作へのリスペクトを入れている。また監督の田﨑竜太は、演出にあたり『がんばれ!!ロボコン』や『ロボット刑事』も意識したと述べている。

変身後のキカイダー
出典：公式サイト
「良心回路」が未完成状態で急遽搭載されたためボディは左右非対称・赤と青に色分けられた特異な姿となっている。
- デザインは村枝賢一によってリファインされ、左手の指が鋭い爪になっているほか、内部メカの表現などが変更されている。原典から40年以上後の作品であり、その間に日本人の体型が西洋化していることを踏まえて等身のバランスを変更し、顔はリヴァー・フェニックスをモデルとしている。
- アクション監督の田渕景也は、演出にあたってキカイダーの強さを段階的に設定している。

#### その他の作品
アニメ『人造人間キカイダー』 / 『キカイダー01』 / 『キカイダーVSイナズマン』
漫画版を基にした作品であり、設定などは漫画版とほぼ同一のもの。OVA『ギターを持った少年 -キカイダーVSイナズマン-』では、ジローがキカイダーにチェンジするシーンやその戦いの決着などが変更されている。
漫画『キカイダー02』 / 『イナズマンVSキカイダー』
基本的に漫画版を基にした作品であるが、設定などに変更点が多い。『キカイダー02』では経緯は異なるが、『KIKAIDER00』の設定を取り入れ、良心回路を失った状態や完全な良心回路を得た状態が描かれている。『イナズマンVSキカイダー』では、服従回路の効果を増幅させられただけでなく、新人類の怪人（カビバンバラ）にとり憑かれてしまうこととなり、イナズマン（風田サブロウ）と戦う。『イナズマン』ではその戦いのみの出演であったが、『イナズマンVSキカイダー』ではその後、風田サブロウの協力者となり、バンバなどの新人類とかつて自分が倒したダークとのつながりを見つけることとなる。
小説『KIKAIDER00』
フィギュアシリーズS.I.C.を用いたジオラマ小説。特撮版の続編と位置づけられているが、服従回路の存在や光明寺博士の名前等、一部の設定は異なる。
序章でハカイダーの僕となったビジンダーに敗北、良心回路を外され、代わりに服従回路を取り付けられてしまい、ハカイダーの忠実な僕、全身が赤いカラーリングの「ブラッドキカイダー」として、００に襲い掛かる。
服従回路でハカイダーには対して絶対服従ではあるが、命令に忠実になりすぎてしまったのか、自らの手で００破壊する事に異常に執着。同じハカイダーからの刺客であるグレイサイボーグを００破壊の邪魔という理由で殺すなど、かつてのハカイダーを
思わせる行動をとるようになる。
小説『人造人間キカイダー The Novel』
本作品では、なぜ赤と青のデザインなのかという理由について、医療救護救難用ロボットで青色のゼロダイバーと、戦闘用ロボットである赤色のフュージティヴ・フロム・ヘル（地獄からの逃亡者）が半身ずつ結合されているからという設定である。また、ジローの姿は幼くして亡くなった光明寺タローの成長した姿をシミュレートし、それを反映させている。
ジローの姿は、本文中の記述では『REBOOT』と同様に立体映像という設定だが、映画版とは違い本物の人間の皮膚を触ったような感覚がある。カバーイラストではジローの顔が仮面のように外れ、その下からキカイダーの顔が現れている。キカイダーの顔は『REBOOT』と同様のデザインだが、ジローの服装やギターのデザインは漫画版や特撮版に近い。
シリーズ以外への登場
漫画『スカルマン』
島本和彦の漫画版『スカルマン』では、最終話で他の石ノ森ヒーローとともに、キカイダーのようなキャラクターが登場している。ただし、この作品の仮面ライダーや嵐は誕生経緯などが異なる。
テレビゲーム
登場したのは『スーパーヒーロー作戦』『スーパーヒーロー作戦 ダイダルの野望』『特撮冒険活劇スーパーヒーロー烈伝』『スーパー特撮大戦2001』の4作品。『スーパーヒーロー作戦』では他のヒーローたちとのふれあいから、「友情」を学習するような一面がみられる。仮面ライダーたちとのからみが多く、特に本郷猛（仮面ライダー1号）とは『スーパーヒーロー作戦 ダイダルの野望』『スーパー特撮大戦2001』など共闘がイベントに入れられており、『スーパー特撮大戦2001』では本郷により修理までされている。また、『スーパー特撮大戦2001』では、役者が同じためイナズマン（渡五郎）に似ているとされている。『スーパーヒーロー烈伝』では、仮面ライダー1号、アカレンジャーと共に主人公のうちの1人であり、メインキャラクターとしての役割を果たす。ビジンダーやワルダーを修理し、仲間にしたり、またライバルであるハカイダーの出演場面も多い。

### キカイダーの能力・技
デンジ・エンド（電磁エンド）
キカイダーの必殺技。特撮版では、ジャンプして両手首の電磁ベルトを交差させながら敵に突進してクロスチョップ状に破壊電磁波を帯びた両の手刀を敵に叩き込む技であり「赤いバックにガラスが砕ける」カットが入る。連続して使用することも可能。漫画版やアニメでは、電磁波を帯びた腕を高熱の電磁メスのようにして敵を切り裂くように表現されている。『02』では、手首近くの前腕部から展開する電磁ソードを介して敵に電磁波を送り込む（良心回路が完全になって以降は、特撮版と同様の攻撃になっている）。多くのダークロボットを撃破したほか、特撮版ではシャドウの幹部ロボット・ザダムを破壊している。漫画版では「電 ジ・エンド」と表記されている。特撮版1話のみジ・エンドと呼称していた。『00』、『The Novel』、『REBOOT』でも使用。
電磁ジェネレーター
『00』におけるキカイダーの装備。電磁エンドの威力を最大10倍まで増幅することや、連続使用を可能にする転換炉。模型では電磁ブレードとともに肘から前腕にかけてアタッチメント装着されている。
ブラスター（破壊光線）
漫画版およびアニメ版における、キカイダーの最大火器。眼から強力な破壊光線を放出する。その威力は01、00（漫画版ではビジンダーも）を一瞬で破壊するほどである。その破壊力を恐れたジローは使えることは知っていたものの、あえて使用しなかったが、服従回路を埋め込まれた後、その影響でためらい無く使用し、一瞬で01たちを破壊している。
『02』では「熱エネルギーをプラズマ原理で発射する」武器と設定され、起動直後から使用している。
大車輪投げ
特撮版の技。敵を掴んだまま大車輪して、遠心力を活かして敵を投げ飛ばす。デンジ・エンドへの繋ぎとして使用する場合が多いが、キイロウスバカゲロウを倒したこともある。前期の「体を入れ替えて自らも回転する」バージョンと後期の「相手を持ち上げて投げ飛ばすだけ」のバージョンがある。
ゲーム『スーパーヒーロー作戦』などでは、敵を捕まえたまま高速回転し、地面に投げ落とし、衝撃と投げの威力でダメージを与える技として表現されている。
ダブルチョップ
特撮版、『02』で使用する技。高空にジャンプして落下速度を活かして振り下ろした両手で手刀を決める。特撮版では大車輪投げへの繋ぎとして多用し、変身前でもブルスコングに使用した。特撮版2話のみダブルパワーと呼称され、3話ではクロスチョップとして繰り出された。『イナズマンVSキカイダー』では、ミュータンロボ・ヒャクメバンバラを一撃で倒した。
回転アタック
特撮版の技。第13話より使用。ジャンプして空中回転しながら敵の両肩に両足キックを食らわしたり、敵を両脚で挟み込む。これも大車輪投げへの繋ぎとして使用する場合が多い。
エアークラフト
脚部に装備されたジェット噴射装置。これにより、ホバリングや空中飛行が可能。通常時は30メートルの高度だが、最高出力時には50メートルとなる。使用時には空気を取り入れる必要がある。『The Novel』でも使用。
吸着機能
天井に張り付く能力。特撮版第2話で使用。
赤色光線
目から放つ赤い光線で、敵の変装を暴く。特撮版第2話でグリーンマンティスの変装を暴いた。
キカイダー独楽回し
特撮版の技。丸太を持って回転し、周囲に真空の渦を作って敵の攻撃を防ぐ。レッドコンドルの手裏剣をかわした。
スーパークリーン
特撮版の技。水中で使用する能力。両手を振り回して渦を起こし、汚染されて視界の悪くなった水を浄化する。女ベニクラゲのクラゲ幕で黒くなった水を浄化した。
フェザー返し
特撮版の技。キリギリスグレイの必殺フェザーを投げ返した。
キカイダースパーク
特撮版の技。第35話でパワーアップしたことで身につけた、両手をX字に重ねて放つ青色の電気光線。デンジ・エンドが通用しなかったクロガラスを倒した。
ゲーム『スーパー特撮大戦2001』では、キカイダーの最強技に設定されている。『The Novel』でも使用。
銀河ハリケーン
特撮版の技。パワーアップによって身につけた。エアクラフトを使用して敵の周囲を飛び回って打撃を連続で浴びせる。ハカイダーとの格闘戦で彼を一時的に行動不能にしたほか、アンコウブラウン、キリギリスグレイを倒した。
ウルトラキック
特撮版の技。パワーアップによって身につけた、ジャンプしての両足キック。クワガタブルーの眼を破壊したほか、ヒトデムラサキにダメージを与えた。
キカイダー投げ
特撮版の技。敵を上空に放り投げる。クロガラスに使用。
脱出スクリュー
特撮版の技。鎖を引きちぎる。クロガラスのブラックカッターのチェーンを引きちぎった。
修理能力
特撮版『01』第26話ではザダムに斬り落とされた01の左腕を切断面へとあてがい、両眼をスパークさせることで接続を果たした。
電磁ソード
『02』で腕部に内蔵している武装。高周波で振動し敵の装甲を切り裂く。DARKロボット・ブラックホースや、新人類帝国のイツツバンバラを撃破した。特撮版では、右腕にノコギリ状のカッターが収納されており、変身前に使用した。
マシンガン内蔵ギター
漫画『イナズマン』、『02』、『00』、アニメ版、『The Novel』で使用する武装。ジローの姿の時に所持しているギターのネック部分にマシンガンが内蔵されている。サナギマンの殻を貫通する威力を持つ。アニメ版では新人類・イツツバンバラが擬態していた。『REBOOT』では村枝賢一がジローにギターを持たせる理由付けとして提案し、イメージイラストを描いているが、完成作品では採用されなかった。

### サイドマシーン
キカイダーが乗るサイドカー。走行時の最高時速は500キロメートル。ナンバーは0010。キカイダーの両肩にある補助コンピューターと連動することで稼働する。小回りに優れており、多数の敵の中も自在に走り抜ける。ドリルで地中に潜行可能なほか、リフトエアによって飛行、エアクラフト機能によって水上走行も可能。側車のホイールから4連スクリューを出し、相手の乗り物のタイヤを粉砕可能。車体色は黄色。ジローの乗るサイドカーが自動変形したものとされるが、明確な描写はない。チェンジの前後で形状や側車の左右が異なり、前期と後期では変身前のサイドカー部分の形状が異なる。キカイダーのベルトバックルに酷似したマークがフロントカウルと側車にあしらわれているが、赤と青の配置がキカイダーと逆になっている。漫画版やアニメ版では変形機能は披露されていないが、アニメ版におけるナンバーは特撮版と同じ0010である。『REBOOT』では主題歌の歌詞中に名前が登場するが、本編には登場しない。
アニメ版では、ウィング部のカッターでシャドウのカニ型量産ロボットを破壊したほか、煙幕でクラゲ型量産ロボットの機能を停止させている。『00』では大幅に改良され、サイド部分にガトリング砲などの重火器が多数内蔵されている。
デザイン・造型
特撮版の準備稿や石森によるラフスケッチでは赤いカラーリングのレッドマシンと設定されていたが、キカイダーの色と被ることから三原色の残る1つである黄色が割り当てられた。
特撮版でのベース車はカワサキマッハIII500・GTスペシャルサイドカー。1970年の東京モーターショーでは未来車をイメージしたコンセプトマシンとして発表されたが、通常のモーターサイクルと異なり正座するようにまたがってフットレストならぬニーレストに膝から腿を載せる、いわゆるニーラータイプのマシンであった。モーターショー時の車体は白色であったが、バイクスタントを担当した室町健三がカワサキからこのマシンを貸与されたその日の夜のうちに黄色くカラーリングし、側車後部のウイングを取り付けてしまった。さらにハードな走行による目に見える車体の劣化は、貸与したカワサキとしてはかなりショックだったらしい。最高時速は180キロメートル（公称）。特に改造はしていなかったので安定性が高く走行させやすかったらしいが、スタントの関係から不整地などを走行させることも多かったため、乗り手の膝には大変な負担がかかり、室町は後々まで膝の痛みに悩まされたという。
オリジナルの実車は走行可能な状態では現存しておらず、フレーム、ボディ、ステアリングとサスペンションの一部が残っているのみであり、所有者がレストアを行なっているとのことである。

サイドカー
ジローが乗るサイドカー。最高時速は200キロメートル。ジローは人間には聞こえない高サイクルの指笛を吹くことにより、このサイドカーを呼べる。ナンバーはサイドマシーン同様0010である。
- ベース車は、前期タイプはカワサキマッハIII GT500 サイドカー。サイドマシーンと同じくマッハIIIをベースとしたマシンであるが、こちらはフォルムが市販のモーターサイクルに近いが、排気量の割に車高が低く、ニーレストに膝をあずけるようにまたがる。前輪のサスペンションが通常のフロントフォークではなくアールズフォークに近いものであるなど、サイドカーとしての仕様に特化されている。後期タイプは、カワサキマッハII 350SS（S2）に市販の側車を装着したものが使用された。サイドカーはミツ子とマサルが2人で乗れるよう、大きめに作られている。
- バンクフィルムなどの関係により、作中では前期型と後期型の区別はされていない。後期型は第9話から用いられた。『01』には登場せず、ジローはチェンジの前後を問わずサイドマシーンに乗るようになっている。

### キカイダーを演じた人物
- 俳優
  - 伴大介（特撮『人造人間キカイダー』）
  - 入江甚儀（特撮『キカイダー REBOOT』）
- スーツアクター
  - 菊地敏昭（特撮『人造人間キカイダー』）
  - 金田治（特撮『人造人間キカイダー』トランポリンアクション）
  - 永徳（特撮『オーズ・電王・オールライダー レッツゴー仮面ライダー』）
  - 荒川真（特撮『キカイダー REBOOT』） - 芝居のシーンでは入江甚儀が演じている。
- 声優
  - 関智一（アニメ『人造人間キカイダー』、アニメ『キカイダー01』、アニメ『キカイダーVSイナズマン』、特撮『オーズ・電王・オールライダー レッツゴー仮面ライダー』）
  - デイヴ・ウィテンバーグ（アニメ『人造人間キカイダー』英語吹き替え版、アニメ『キカイダー01』英語吹き替え版）

## キカイダー01

### キカイダー01が登場する作品
- 漫画
  - 人造人間キカイダー
  - キカイダー02
- テレビシリーズ・映画
  - キカイダー01
  - オーズ・電王・オールライダー レッツゴー仮面ライダー
- アニメ
  - キカイダー01 THE ANIMATION
  - ギターを持った少年 -キカイダーVSイナズマン-
- 小説
  - KIKAIDER00
  - S.I.C. HERO SAGA KIKAIDER01 EDITION -ANOTHER YESTERDAY-
- ゲーム
  - スーパーヒーロー作戦
  - スーパーヒーロー作戦 ダイダルの野望
  - 特撮冒険活劇 スーパーヒーロー烈伝
  - スーパー特撮大戦2001
- トレーディングカードゲーム
  - スーパーヒーロー戦線 スクランブルデュエル
  - クロスギャザー

### 作品別の解説（01）

#### テレビシリーズ（01）
『キカイダー01』の主人公。
光明寺博士によってキカイダー = ジローより先に製作された人造人間。完全な良心回路を持っており、弱者を抑圧するものに対して迷いなく戦う正義の戦士。しかし、このためジロー（キカイダー）と違い相手が悪人であっても人間には危害を加えることはできない。光明寺博士によって、日本をとりまく悪のエネルギーが増大した時に眠りから醒めるようにセットされた上で仁王像の中に3年間封印されていた。そして、ハカイダー部隊の破壊活動に反応して活動を開始した。頭部にある太陽電池で活動する。ゆえに、太陽光を常に得られる状況下ではキカイダーよりも強力だが、日没後や海底など太陽光が届かない場所では出力が10分の1以下に低下してしまう。太陽エネルギーを取り入れやすくするため内部機械の露出部位が多く、キカイダーとは逆に右半身が赤く、左半身が青い。得意技はゼロワンカット、ゼロワンドライバー。必殺技はブラストエンド。パワーはキカイダーに勝るが、聴力、視力は後に造られたキカイダーに後れをとる。後にザダムの念力に対抗するために念力遮断回路が組み込まれた。
- 石森プロによる設定画では、頭部のフード部分も赤青に塗り分けられ、ベルトにはメーター類、腰はキカイダーのリスト部分を継承した鎖帷子となっていた[26]。初期スチール撮影会では、ブーツに黄色いラインがなかった[27]。

イチロー（演：池田駿介）
キカイダー01の人間態。トランペットを吹きながら登場する。漫画版に登場するイチローとは違い典型的な弱者を守る正義の戦士である。そのためか弱者＝女子供には弱い。また、物語後半では、善悪を判断する葛藤が存在しない自分に、悩みのようなものを持ち始めるシーンもあった。太陽光が届かない場所では変身できないという設定だったが、後半では夜中でも変身して光線技を使用するシーンが存在する。目には敵の正体を暴く透視光線や光線感知器（28話で使用）が装備されている。光線感知器は故障しても大量のエネルギーにより修復される。わずかな物音や電波を感知するゼロワンイヤー、ヘルメットから強烈な光を放つゼロワンズ・サン（第27話で使用）も使用可能。体内からエネルギー発電機を取り出せる。指には傷口に塗り込められたシャドウの毒を探知する機能がある。体内にはシャドウの毒の解毒剤を合成する機能や、ロボットの電子頭脳を入れて読み取る機能もある。オイル交換カプセルは腕に入れている。また、ビジンダーに不完全ながらも良心回路を取り付けたこともある。前作でキカイダー（ジロー）が自分で修理したり、修理されたりといったシーンが頻繁にあったが、イチローはダメージを受けても修理のシーンなく回復に至ることがほとんどであった（01にチェンジしている時は外装にダメージを受けるが、イチローの時は服が破ける程度でメカは露出しない）。
- イチローのキャラクター性は、ジローとの差別化から頼れる兄と設定された。イチロー役の池田駿介は「原作とは設定も異なるので、テレビのイチローは自分なりの完璧なヒーロー像として演じた」と回想している。
- 初期案では、太陽電池が光を浴びないと悪の心に変わるという設定も検討されていた。

『オーズ・電王・オールライダー レッツゴー仮面ライダー』
キカイダー・イナズマン・快傑ズバットとともに登場。必殺技01ドライバーをジェネラルシャドウに放つ。

#### その他の作品（01）
漫画版『人造人間キカイダー』
光明寺博士がキカイダー（ジロー）より前に作った人造人間。人間態の名前はイチロー。奥飛騨のミミズク寺で風天和尚により管理されていたが、ジローの来訪とともに再び目覚めることとなる。良心回路を持っていないため、人間を守るような戦いができないでいた。
アニメ版『キカイダー01』 / 『キカイダーVSイナズマン』
漫画版を基にした作品であり、設定などは漫画版とほぼ同一。OVA『キカイダーVSイナズマン』の原作となる『イナズマン』には登場していなかったが、OVA『キカイダーVSイナズマン』ではキカイダー（ジロー）を苦しめる亡霊のような形で登場。
『キカイダー02』
基本的には原作漫画版を基にした作品であるが、設定などに変更点が多い。原作漫画版ではがさつであったイチローの性格も、いかにも機械的で無感情な性格に変更されている。
試作機（プロトタイプ） CODE01
光明寺博士によって開発された CODE01 は、完成してみると巨大な兵器となってしまい、その破壊力を恐れた光明寺博士自身により廃棄、封印されていた（小型軽量化の研究を進め、新たに開発された CODE02 がキカイダー〈ジロー〉である）。CODE01 はミツコによって起動されたが、光明寺博士により仕込まれていたナノマシンにより、6体の01やハカイダーとの戦闘の中で崩壊する。サン・ライズ・ビームはこの機体のみ口腔部から発射する形式となっている。
6体の01
光明寺博士の設計図を基に瘋癲和尚が作り上げた6体の人造人間。精神に異常をきたしていた瘋癲和尚の命令で光明寺ミツコとジローを襲うが、全て破壊されてしまう。最初の時点ではマシンガン（手部を射出排除して使用する。同時には使用していないものの左右両腕部に搭載されている）、サン・ライズ・ビームなど内蔵武器で攻撃するのみだったが、光明寺邸を襲撃した際には身体各所に増設オプション装備を追加した姿で現れた。
キカイダー01（イチロー）
ミツコにより6体の残骸から1体のイチローが作られ、ジローが行方不明となった後、ジローの代わりを果たすこととなる。感情を表さない文字通り機械的な性格であり、道路が空いていても法定速度を遵守する。人間態への変身以外の瘋癲製の6体の01との違いはアームガン展開の際の手が折り畳み式になったことやベルトのバックル部、ナノスキンに覆われた部分が多くなったことなどである。
『KIKAIDER00』
特撮版『キカイダー01』の続編という位置づけの作品であるが、完全な良心回路を持っていないなど漫画版を思わせる設定が多い。キカイダー（ジロー）やそのジローが守ろうとしていた光明寺博士を助けるために行動するが、そのために洗脳されたビジンダーや暴走したジローと戦うこととなる。
『S.I.C. HERO SAGA KIKAIDER01 EDITION -ANOTHER YESTERDAY-』
誕生経緯が語られた作品。ただし、良心回路についての言及は無く、特撮版と漫画版のどちらについての作品かは不明。
テレビゲーム作品
登場したのは『スーパーヒーロー作戦』『スーパーヒーロー作戦 ダイダルの野望』『スーパーヒーロー烈伝』『スーパー特撮大戦2001』の4作品。漫画版や特撮版と同じく、キカイダー（ジロー）と助け合いながら行動する。『ダイダルの野望』では、ジローの宿敵だったダークが壊滅しているという設定のため、キカイダー・イナズマンの章のメインキャラクターとなっている。

### キカイダー01の能力・技
サン・ライズ・ビーム
漫画版、『02』、アニメ版での必殺技。頭部や胸部から、ソーラーエネルギーをレーザービームにして放出する技。
アニメ版では、ハカイダー4人衆が合体した巨大人造人間・ガッタイダーを撃破したほか、最終兵器・アーマゲドンゴッドを怯ませる威力を披露した。
ブラストエンド
特撮版、『02』における必殺技。
特撮版では、4話の「銀エビ」戦で初使用。空中で両足飛び蹴りの体勢になった後、クロスした両腕を真上に挙げる動作を行って敵を破壊する第16話まで使用のAタイプと、空中で高速3回転をした上で両足飛び蹴りの体勢になった後、フライングクロスチョップの構えから白い長方形丸ノコ状の衝撃波を放って敵を破壊する第17話から使用のBタイプの2パターンがある。技が決まったときにはAタイプが敵の静止画に薄い水色の中心から広がるようにひび割れのラインが入ったカットが入るのと、Bタイプは赤いバックに細かくひび割れたガラスが崩れ落ちるカットが入るの2パターンがある。20話ではブルドーザーも破壊する強化版のブラストエンドクラッシュを使用。
『02』では、デンジエンドを基に01が学習した技として設定される。
01ブースター
『00』で、光明寺博士が01に持たせた追加武装。ブラストエンドの威力を最大10倍まで増幅できるほか、右腕に増設されたノコギリ状の刃で敵を切断する。
ゼロワンドライバー
特撮版の技。身体を高速回転させ、複数の敵を倒す。1000トンの威力がある。ブラストエンドへの繋ぎ技として使用することが多い。ギルハカイダーを一発で吹き飛ばすほか、アンドロボットやシャドウマンの集団を薙ぎ倒す。
キカイダーもこれに似た技を11話で使用、地下通路に穴を開けて太陽光を導いた。
ゼロワンカット
特撮版の技。手刀で敵を切り裂く。水平チョップは100トン、垂直チョップは300トンの威力がある。アンドロボットやシャドウマンの頭部を唐竹割りにしたり、一撃で首から落とす。ゼロワンドライバーへの繋ぎ技として使用することが多い。
ゼロワンキック
ドロップキックのように、両脚で繰り出す強力な跳び蹴り。跳び蹴りと地上で蹴る2タイプがある。500トンの威力がある。特撮版での得意技の一つである他、『02』やアニメ版でも同様の蹴り技を使用している。
ゼロワンファイアー
特撮版の技。上半身を発光させ、物体を炎上させる。第32話でインク爆弾の処理に使用。
ゼロワンチョップ
特撮版第22話で使用した手刀技。変身前でも使用可能で、キチガイバトが化けた時計台に攻撃して正体を暴いた。
ブラストアタック
特撮版の技。ブラストエンド同様の体勢を取ったあと、エネルギーを放出する。第38話で郵便局が変形したシャドウの攻撃要塞の砲撃を沈黙させた。
ゲーム『スーパーヒーロー作戦 ダイダルの野望』では、複数の敵に光弾を発射する技として表現されている。
ブラストパワー
特撮版の技。右手から放つ光線。第39話で空飛ぶ円盤を攻撃した。
エアークラフト
キカイダー同様、足のエアークラフトで飛行が可能。さらにブラストエンドのエネルギーを使用することで高速飛行が可能で、こちらは特撮版第39話と第41話で使用。
望遠回路
目が飛び出して、20倍にズームアップする。ビジンダーも使用可能。
ゼロワンタイフーン
特撮版の技。体を高速回転させて敵の攻撃を弾く。朱ムカデの棘爆弾を弾いた。
ゼロワンアッパー
特撮版第27話で使用した連続パンチ。名前はアッパーだが、実際にはフックに近い。
ゼロワンキャッチ
特撮版の技。敵の飛び道具を素手でキャッチする。吸血コウモリのドラキュラ首や、人魚ロボットのボイン爆弾を受け止めた。
ゼロワンリバース
特撮版第22話で改造された子供を元に戻した技。さらに意識を回復させるダブルリバースも使用した。
ゼロワングライダー
特撮版の技。風に乗って飛行する。第29話で落下の衝撃を抑えるために使用。
- 飛行シーンの撮影には、当時発売されていた玩具「変身サイボーグ」の変身セットが用いられた。

ゼロワンネット
特撮版の装備。ベルトから出すパラシュート付きネット。第41話で空中戦艦から落ちてきた人々の救出に使用した。
ゼロワンパワー
特撮版の技。パワーを全開する。第22話で鎖を引き千切った。
消火能力
特撮版38話で使用した能力。手を振るだけで周囲の火を消し止める。
超小型酸素吸入器
胸に2つ隠し持っている特撮版の装備。くわえていれば3時間は持つ超小型酸素吸入器。もちろん人間用である。
引力調整スイッチ
特撮版の装備。ベルトのスイッチにより、引力の少ない月面でも活動可能。
マシンガン
漫画版、アニメ、『00』、『02』で01が使用する武装。左手（02では瘋癲製01では左右両方、イチロー01では右手）に格納されている銃からソーラーエネルギーを銃弾状に変えて連射する（漫画では太陽のかけらと名付けられている）。『02』ではDARKロボット・イエロージャガーを、アニメではシャドウナイトの頭部を破壊している。イチローの姿でも使用できる。
増設武装
『02』において、6体の01が光明寺邸を襲うのに使用した武装でSHADOW製と思われる、名称は作中に存在していない。内訳は肩部に装着する熱線砲、左腕に装着するレーザー砲、両腕部に装着する長砲身ブラスター、なおこれらは不要時には排除可能である。

### ダブルマシーン
キカイダー01が乗るサイドカー。サイドマシーンとは違い、変身前後で変形はしない。地上はもちろん、空中、水中、地中、宇宙空間まで飛行可能な万能マシン。最高時速は地上では500キロ、空中では800キロ（地雷が点火してから爆発するまでの間に、地雷原を通過できる）。エネルギーがあれば地球と月も行き来可能。ボディーの素材は鳥の羽より軽く、鋼鉄より硬い。リモートコントロールも可能。劇中では使用されなかったが、サーチライトは太陽光と同等であり、01のエネルギー補充も可能である。また、サイドカー部分が分離し、独立走行できる設定もあった。
特撮版ではフロント部に装備されたロケット弾と、後部ウイングの噴射口から発射する火炎弾ゼロワンファイヤー（23話で使用。キカイダー01の技とは別物）を装備している。アニメ版ではミサイルを発射したほか、ダブルマシーンのウィング部分が分離し、風車状になったあと、回転しながら敵を切り裂き、シャドウのカニ型量産ロボットを一瞬で撃破した。
- 特撮版でのベース車はジローのサイドカー後期タイプ（カワサキマッハII 350SS〈S2〉+サイドカー）。

### キカイダー01を演じた人物
- 俳優
  - 池田駿介（特撮『キカイダー01』）
- スーツアクター
  - 三橋幸男（特撮『キカイダー01』）
  - 渡辺淳（特撮『オーズ・電王・オールライダー レッツゴー仮面ライダー』）
- 声優
  - 池田駿介（特撮『キカイダー01』）
  - 森久保祥太郎（アニメ『キカイダー01』、アニメ『キカイダーVSイナズマン』）
  - デレク・スティーヴン・プリンス（アニメ『キカイダー01』英語吹き替え版）

## キカイダー00

### 作品別の解説（00）
漫画『人造人間キカイダー』
キカイダー01（イチロー）が去った寂しさを紛らわすために、光明寺博士の設計図を基にキカイダー（ジロー）が作った人造人間。そのため、人造人間が造った人造人間という『人造人間キカイダー』の人造人間の中でも特異な存在となっている。人間態の名前は零。クールで冷静に物事を判定する。
アニメ『キカイダー01 THE ANIMATION』
漫画版のアニメ化作品だが、光明寺博士の設計図を基に風天和尚が製作したという設定に変更されている。
小説『KIKAIDER00』
本作品では主人公。光明寺博士の教え子であり、娘婿でもある海野博士によって「キカイダー（ジロー）を超える人造人間｣を目標にある人物の支援を得て創られたが、完成直前、最後のパーツである良心回路（ヒューマンサーキットまたは、アシモフコード）がその人物に破壊されたことで危険を感じた海野によって、光明寺のもとへ転送される。転送の影響からか、キカイダーを彷彿とさせる容姿に変化した事や、後に判明するが、空間を操る能力が備わるようになる。そして、自分自身を含め、何一つわからないまま、冥王ハカイダー率いる秘密結社XASH（ザッシュ）との戦いに身を投じていく。
未完成ながらも、「キカイダー（ジロー）を超える人造人間」は嘘や誇張ではなく、スペックでは全ての面でキカイダーや01よりも高い次元に位置し、XASHの戦闘用バイオロイドであるグリーンマンティスの首を腕力だけで引き抜いて殺したことからもそれを証明している。しかし、前述の通り白紙の状態で即実戦に放り込まれたため、善悪の区別のつかない子供のようなパーソナリティーを形成してしまった。また、経験不足故に搦め手に弱く、その点を突かれた形で光明寺を人質に襲ってきた群体グリーンマンティスとの戦いに敗北する。初めて感じた恐怖から前述の能力を使い、平行世界へ逃亡、そこで出会った仮面ライダーV3や平行世界の自分自身と出会い、彼らの生き様を見たことで、自らの存在意義を悟り、元の世界へ帰還する。精神的成長を遂げたことで群体グリーンマンティスとの再戦に勝利、光明寺を助け出す。その後、01と洗脳から解放されたキカイダー（ジロー）と合流、2人を兄と呼ぶほど良好な関係を築き、XASHから人類を守ることを決意するが、XASHの本拠地アーマゲドン・ゴッドで、真実と対面することになる。

K（平行世界のキカイダー00）
製作者は不明。モデルはロボット刑事K。物語の上で00にブローアップ機能を伝える重要な役目を持っている。

### キカイダー00の能力・技
クロスラインショット（十字撃ち）
漫画版における必殺技。両腕を組み合わせたあと、前に突き出し、胸の部分にエネルギーを集中させて放出する。ザダムを撃破した。アニメでも同様の技を使用し、アーマゲドンゴッドの推進部を破壊した。
電磁ブレード
『00』における必殺技。光明寺博士が造った武装で、集束型電磁パルスを敵の内部に刃を通して照射する。また、00がテレポーテーションにより光明寺博士のもとに転移してきた後遺症で、次元空間を裂くことで敵の身体や00自身を異次元空間に送り込むことができる。
ダブル斬り
漫画版、アニメ版の00の武装。両手に仕込まれたカッターで敵を切り裂く。アニメ版では零の姿でも使用していた。
アークエンド
『00』での技。前腕部に装備したクロスチャージャーからアーク放電を敵に照射する技であるが、グレイサイボーグに破られて以降使用していない。
ブローアップ
『KIKAIDER00』、アニメ版における00の必殺武装。身体中から“破壊砲”を展開し、一斉射する。アニメではシャドウのエイ型量産ロボや分離したザダムを一度に破壊していた。元ネタは『ロボット刑事』の主人公、Kの必殺技。

### キカイダー00を演じた人物
- 声優
  - 井上和彦（アニメ『キカイダー01』）
  - クリスピン・フリーマン（アニメ『キカイダー01』英語吹き替え版）

## その他のキカイダー
キカイダーTYPE0
『キカイダー02』にのみ登場する量産型キカイダー。SHADOW（シャドウ）製であり、01（イチロー）と02（ジロー）を基に制作された。戦闘専用であり人間態にチェンジする能力は持っていない。隊列を組んで攻撃する。ベルトのバックル部は瘋癲製01と同じ。

## 合体技
ダブル・ブラザー・パワー
01とキカイダーとの合体技。腕をクロスさせて同調させるクロスボディでエネルギーを凝縮させた後、01の左腕とキカイダーの右腕から光弾を発射する技。特撮版ではジャイアントデビルの頭部を破壊した。威力は抜群であるが、失敗すると自爆する可能性もあるらしい。『00』においては、光明寺博士を蘇生させるための除細動機の代用として使用した。
ブラストレザー
特撮版での、01とビジンダーとの合体技。2人のエネルギーを合成し、腕から放射する強力な破壊光線。シャドウの空飛ぶ円盤や空中戦艦などの巨大兵器を破壊する威力を持つ。ダブル・ブラザー・パワー同様、失敗すると自爆する危険性を伴う。
キカイダートリプルサークライン
特撮版での、01、キカイダー、ビジンダーの合体技。ブラストエンド・デンジエンド・ビジンダーレザーのエネルギーを回転しつつ放出する技。再生したギルハカイダー、ザダム分離体2体を一瞬で撃破した。
十字砲火
漫画版での技。キカイダー、01、00、ビジンダーが四方から装備している武器で攻撃する。ワルダーと、シャドウメカ・モンストロックの装甲を破壊した。
ダブル・キカイダー・アタック
ゲーム『特撮冒険活劇 スーパーヒーロー烈伝』に登場する、キカイダーと01の合体技。ブラストエンドとデンジエンドを敵に同時に喰らわせる。『02』でも、呼称はされていないが、同様の場面で、ガッタイダー（名称は登場せず）を爆破四散させた。

## 良心回路
キカイダー（ジロー）が持つとされる回路。善と悪を判断するための回路であり、『キカイダー02』では、人間環境により成長するかのような言葉も見られる。「心」のような描き方をされている。ただし、良心回路を持たない人造人間であるキカイダー01やキカイダー00も「心」があるかのような演出がされている。漫画版やアニメ版では、『ピノキオ』に登場するコオロギから名前を取って「ジェミニィ」と呼ばれる。漫画版ではジローのギターの中に設計図が隠されていたが、それが判明した時には既にそのギターは設計図ごと焼失しており、光明寺博士が記憶を完全に取り戻せなかったこともあり、完全なものにすることは不可能になってしまった。アニメ版では、遺伝子プログラムをベースとして独自に進化を遂げる装置として描かれており、その進化はキカイダー自身にも反映され、憎しみを持ったまま進化すると、「兵器」となるとされている。

### キカイダー以外で良心回路を持つ人造人間
ゴールデンバット
ダーク所属の人造人間。漫画版『人造人間キカイダー』やアニメ版『人造人間キカイダー』などでは、キカイダー（ジロー）の持つ良心回路より前の段階の不完全な良心回路を入れられた人造人間とされており、善と悪の間を苦しんだあげく、「悪の心」が勝ったとされている。
ゴールドウルフ
ダーク所属の人造人間。特撮版『人造人間キカイダー』のみに登場。やはり初期段階の不完全な良心回路が入れられている。月光回路により、月の光の下ではギルの忠実な部下となり、また、通常でもギルの笛の音に抗えない。
ビジンダー
シャドウ所属の人造人間。特撮版『人造人間キカイダー』では、イチローが造った不完全な良心回路を入れられ、イチローの仲間となる。漫画版『人造人間キカイダー』やアニメ版『人造人間キカイダー』などでも、ジローの仲間となっているが、漫画版は「ジローの電子頭脳を操ろうとして、ジローの良心回路の影響を受けたもの」であり、アニメ版は「ジローの良心回路の影響を受けたリエ子（ビジンダーとほぼ同型の人造人間）の影響を受けたもの」である。

### 完全な良心回路
善と悪を完全に判別できるようになった良心回路。劇中では、特撮版のキカイダー01（イチロー）や派生作品でのキカイダー（ジロー）が完全な良心回路を持って登場しており、ジローが完全な良心回路を持った場合、左右対称な体となり、作品によってはパーフェクトキカイダー、キカイダー完全体、完全体キカイダーと呼ばれている。ジローの良心回路は不完全だったためギルの笛に「心」を惑わされていたが、完全な良心回路を持った人造人間にはギルの笛が効かなくなっている。